# إرادة (علم نفس)

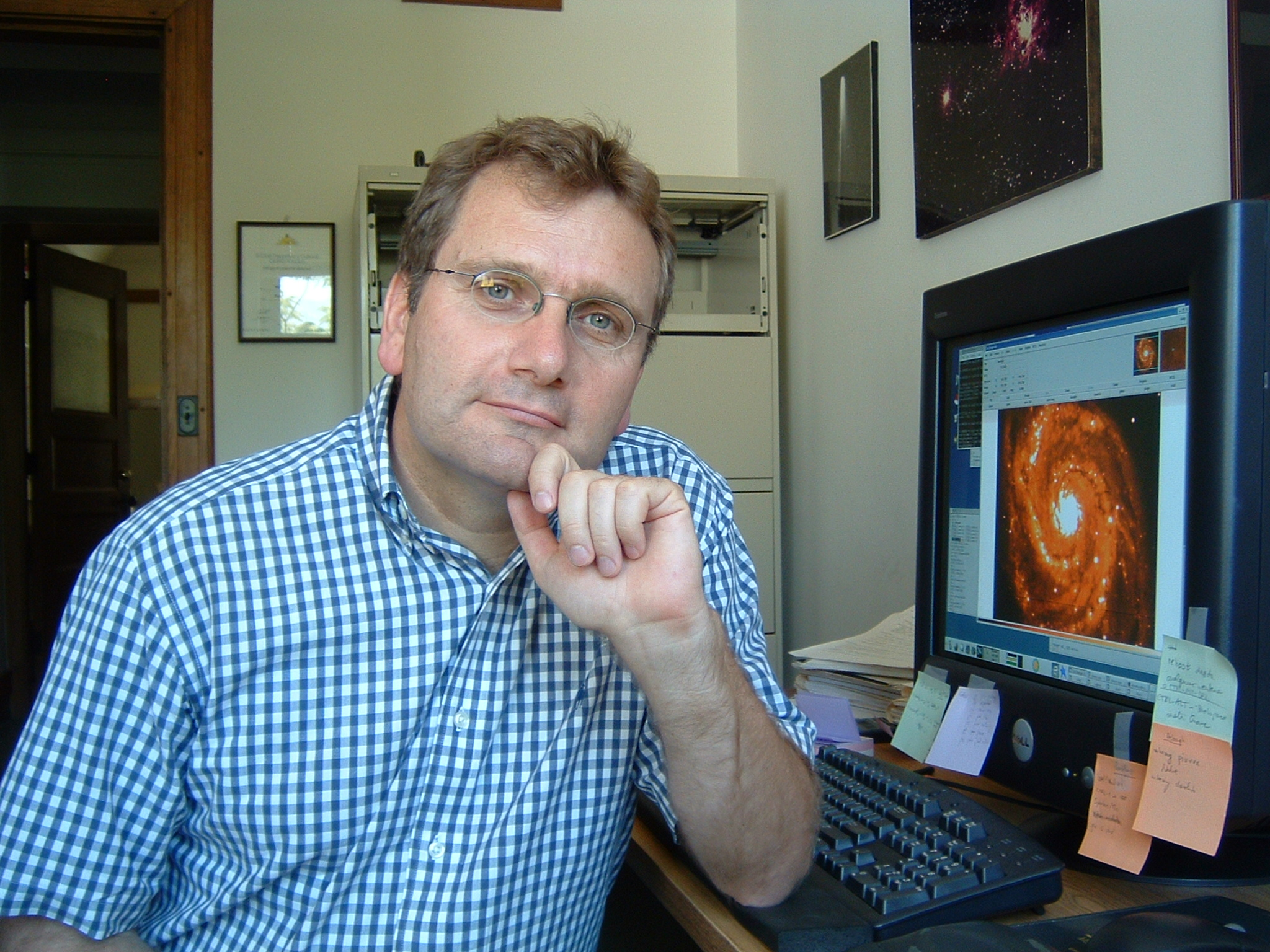

الإرادة (بالإنجليزية: Volition)‏ هي العملية المعرفية التي يقرر من خلالها الفرد القيام بعمل معين ويلتزم به. ويتم تعريفها على أنها محاولة هادفة وواحدة من الوظائف النفسية البشرية الأساسية، والتي تشمل العاطفة (الشعور أو الحس)، والدافع (الأهداف والتوقعات)، والإدراك (التفكير). ويمكن تطبيق العمليات الإرادية بوعي، أو يمكن إجراؤها آليًا كعادات بمرور الوقت.